# Orbinia
Orbinia is een geslacht van borstelwormen uit de familie van de Orbiniidae.

## Soorten
- Orbinia americana Day, 1973
- Orbinia angrapequensis (Augener, 1918)
- Orbinia armandi (McIntosh, 1910)
- Orbinia bioreti (Fauvel, 1919)
- Orbinia camposiensis Leão & Santos, 2016
- Orbinia cornidei (Rioja, 1934)
- Orbinia dicrochaeta Wu, 1962
- Orbinia edwardsi (McIntosh, 1910)
- Orbinia exarmata (Fauvel, 1932)
- Orbinia glebushki Averincev, 1990
- Orbinia johnsoni (Moore, 1909)
- Orbinia latreillii (Audouin & H Milne Edwards, 1833)
- Orbinia monroi Day, 1955
- Orbinia oligopapillata López, Cladera & San Martín, 2006
- Orbinia orensanzi Blake, 2017
- Orbinia papillosa (Ehlers, 1897)
- Orbinia riseri (Pettibone, 1957)
- Orbinia sagitta Leão & Santos, 2016
- Orbinia sertulata (Savigny, 1822)
- Orbinia swani Pettibone, 1957
- Orbinia vietnamensis Gallardo, 1968
- Orbinia wui Sun & Li, 2018

### Synoniemen
- Orbinia (Orbinia) Quatrefages, 1866 => Orbinia Quatrefages, 1866
- Orbinia (Orbinia) glebushki Averincev, 1990 => Orbinia glebushki Averincev, 1990
- Orbinia (Orbinia) sertulata (Savigny, 1822) => Orbinia sertulata (Savigny, 1822)
- Orbinia (Orbinia) swani Pettibone, 1957 => Orbinia swani Pettibone, 1957
- Orbinia (Phylo) Kinberg, 1866 => Phylo Kinberg, 1866
- Orbinia (Phylo) felix Kinberg, 1866 => Phylo felix Kinberg, 1866
- Orbinia (Phylo) grubei McIntosh, 1910 => Phylo grubei (McIntosh, 1910)
- Orbinia (Phylo) kupfferi (Ehlers, 1874) => Phylo kupfferi (Ehlers, 1874)
- Orbinia (Phylo) minima Hartmann-Schröder & Rosenfeldt, 1990 => Phylo felix Kinberg, 1866
- Orbinia (Phylo) norvegica (M. Sars in G.O. Sars, 1872) => Phylo norvegicus (M. Sars in G.O. Sars, 1872)
- Orbinia cuvierii (Audouin & Milne Edwards, 1833) => Orbinia sertulata (Savigny, 1822)
- Orbinia dubia Day, 1955 => Scolaricia dubia (Day, 1955)
- Orbinia fimbriata (Hartman, 1957) => Leodamas fimbriatus (Hartman, 1957)
- Orbinia foetida (Claparède, 1868) => Phylo foetida (Claparède, 1868)
- Orbinia grubei (McIntosh, 1910) => Phylo grubei (McIntosh, 1910)
- Orbinia kupfferi (Ehlers, 1875) => Phylo kupfferi (Ehlers, 1874)
- Orbinia latreilli => Orbinia latreillii (Audouin & H Milne Edwards, 1833)
- Orbinia ornata (Verrill, 1873) => Phylo ornatus (Verrill, 1873)